# I-CAD
I-CAD est le nom du fichier national d'identification des chiens, des chats et des furets géré par Ingenium animalis en France depuis 2013.

## Histoire
Issu de la création commune  entre la Société centrale canine, qui gérait la base d'identification des chiens, et le Syndical national des vétérinaires d'exercice libéral, qui gérait la base d'identification des chats et l'identification électronique via le SIEV, I-cad remporte un appel à candidature du ministère de l'Agriculture en 2012. Son fonctionnement débute au 1er janvier 2013,,. 
En 2015, I-CAD lance l'application mobile Filalapat qui inventorie les animaux déclarés perdus et localise leur emplacement approximatif. L'application facilite la déclaration d'un animal trouvé et la prise de contact avec son propriétaire. 
En 2024, l'I-CAD rend les fichiers de chaque animal enregistré accessible en ligne pour leurs propriétaires. 

## Missions et services
I-Cad agit pour le compte du ministère de l'Agriculture dans le cadre d'une délégation de service public depuis le 1er janvier 2013.
L'identification est une obligation pour les chiens dès l'âge de 4 mois et de 7 mois pour les chats et les furets. Le nombre de nouveaux enregistrements atteint 1,8 million en 2021.
La base de données d'I-CAD rassemble toutes les identifications réalisées grâce à des puces électroniques ou par tatouage sur le territoire français pour les chiens, les chats et les furets. Avec ces données, elle publie chaque année un baromètre sur les informations relatives à l'identification des animaux domestiques.
La base permet aux vétérinaires de saisir leurs actions sanitaires : surveillance des animaux mordeurs, suivi sanitaire des animaux importés, résultat des évaluations comportementales. Ces saisies sont consultables par les Directions départementales chargées de la santé animale.
La base I-CAD sert également à déclarer un animal perdu, trouvé, décédé ou à indiquer les changements de coordonnés du propriétaire d'un animal.
I-CAD a développé une application mobile et un site internet grand public et gratuits, Filalapat, destinés à déclarer plus facilement un animal vu, perdu ou trouvé. Elle permet également de prévenir le propriétaire d'un animal perdu de la capture de son animal, ou de le mettre en relation avec la personne ayant vu ou retrouvé son animal,.

## Financement
D'utilisation gratuite, I-CAD est financé par la vente de droits d'enregistrement. 